# Pinguino (gioco)
Pinguino, anche chiamato birillo, è un gioco di carte italiano giocato solitamente con un mazzo da 40 carte da gioco suddivise in quattro semi: Spade, Coppe, Bastoni e Denari.

## Come si gioca
Si può giocare da 2 a 12 persone. Inizialmente si avanza una somma obbligata e fissa per l'apertura. La distribuzione delle carte avviene con due giri in senso antiorario distribuendo una carta per volta, in modo che ogni giocatore abbia 2 carte, dopodiché, si posano 3 carte scoperte sul tavolo. Sommando i valori delle tre carte al centro del tavolo si stabilisce un risultato chiamato coniglio .
Ogni giocatore con la somma dei valori sulle sue carte deve avvicinarsi il più possibile al punto o farlo corrispondere esattamente. Il mazziere a questo punto deve chiedere ad ogni giocatore se vuole una carta supplementare o meno. Finita questa fase, si apre il giro di scommesse dove è possibile puntare una determinata cifra nel piatto. Gli altri giocatori hanno la possibilità di vedere la puntata, di rilanciare oppure di passare la mano (come nel poker). Una volta terminato il giro si girano le carte, chi fa punto vince, nel caso non ci sia nessun punto, vince chi vi si avvicina di più sommando i valori delle proprie carte. In rari casi un giocatore può fare birillo, ovvero fare punto con le stesse carte che ci sono sul tavolo, in questo caso il birillo batte anche il punto.
In casi di più giocatori con il punto o comunque in condizioni di pareggio, è possibile dividere il piatto. In alternativa gli altri giocatori possono rientrare.
Valore delle carte:
2, 3, 4, 5, 6, 7, Fante (valore 8), Cavallo (valore 9) e Re (valore 10). Fa sola eccezione l'Asso, che può prendere il valore di 1 o 11 a discrezione dei giocatori. Se si hanno due assi in mano il giocatore che possiede le carte può far valere o entrambe le carte 1 o 11. Inoltre se l'Asso si trova fra le tre carte del punto, il suo valore sarà imposto dal mazziere (unicamente per quanto riguarda il punto).

## Variante con jolly
È possibile inserire due jolly in modo da far risultare più facile fare punto e birillo. Al jolly ogni singolo giocatore può dare un valore a scelta; se il Jolly si trova tra le carte del punto il mazziere può decidere se bruciarlo o assegnargli un valore che va da 0 a 10, in tal caso anche l'altro jolly ancora in gioco assumerà lo stesso valore assegnato dal mazziere.

## Variante con carte francesi
Si può anche utilizzare il mazzo di carte francesi (escludendo i jolly): si distribuiscono due carte per ogni giocatore e due al centro che rappresentano il "punto", sia in eccesso che in difetto chi si avvicina di più vince. Nel caso in cui ci sia un punto uguale tra due o più giocatori si può decidere di dividere solo nel caso in cui altri giocatori non vogliano entrare in partita. Se ci sono giocatori che vogliono accedere dovranno pagare la metà della posta in palio o "piatto". È inoltre possibile durante il turno di distribuzione delle carte, poter cambiare una carta previo pagamento di una somma stabilita all'inizio del turno.